# Cantonul Thèze
Cantonul Thèze este un canton din arondismentul Pau, departamentul Pyrénées-Atlantiques, regiunea Aquitania, Franța.

## Comune
- Argelos
- Astis
- Aubin
- Auga
- Auriac
- Bournos
- Carrère
- Claracq
- Doumy
- Garlède-Mondebat
- Lalonquette
- Lasclaveries
- Lème
- Miossens-Lanusse
- Navailles-Angos
- Pouliacq
- Sévignacq
- Thèze (reședință)
- Viven